# Coregonus johannae
Coregonus johannae was soort houting die in Noord-Amerika alleen in het Huronmeer en het Michiganmeer voorkwam. Deze houting of marene heette daar Deep water cisco. De vis stierf in het begin van de jaren 1950 uit, waarschijnlijk als gevolg van de invasie van de parasitaire zeeprik in de Grote Meren.